# Црква Покрова Пресвете Богородице у Рудицама
Црква Покрова Пресвете Богородице у Рудицама налази се у општини Нови Град, Република Српска, Босна и Херцеговина. Припада Српској православној цркви, и Епархији бањалучкој. Са школом и парохијским домом, проглашена је националним спомеником БиХ.